# Platysodes verloreni
Platysodes verloreni är en skalbaggsart som beskrevs av John Obadiah Westwood 1874. Platysodes verloreni ingår i släktet Platysodes och familjen Cetoniidae. Inga underarter finns listade i Catalogue of Life.